# العلاقات الأسترالية النيجيرية
العلاقات الأسترالية النيجيرية هي العلاقات الثنائية التي تجمع بين أستراليا ونيجيريا.

## مقارنة بين البلدين
هذه مقارنة عامة ومرجعية للدولتين:
| وجه المقارنة                                              | أستراليا                                   | نيجيريا                     |
| --------------------------------------------------------- | ------------------------------------------ | --------------------------- |
| المساحة (كم2)                                             | 7.69 مليون                                 | 923.77 ألف                  |
| عدد السكان (نسمة)                                         | 24.51 مليون                                | 190.89 مليون                |
| الكثافة السكانية (ن./كم²)                                 | 3.19                                       | 206.64                      |
| العاصمة                                                   | كانبرا، ملبورن                             | أبوجا، لاغوس                |
| اللغة الرسمية                                             | لغة إنجليزية                               | لغة إنجليزية، اللغة اليوربا |
| العملة                                                    | دولار أسترالي، جنيه إسترليني، جنيه أسترالي | نيرة نيجيرية                |
| الناتج المحلي الإجمالي (بليون دولار)                      | 1.32 تريليون                               | 375.77 مليار                |
| الناتج المحلي الإجمالي (تعادل القوة الشرائية) بليون دولار | 1.10 تريليون                               | 1.09 تريليون                |
| الناتج المحلي الإجمالي الاسمي للفرد دولار أمريكي          | 56.31 ألف                                  | 2.64 ألف                    |
| الناتج المحلي الإجمالي للفرد دولار أمريكي                 | 45.92 ألف                                  | 5.91 ألف                    |
| مؤشر التنمية البشرية                                      | 0.939                                      | 0.514                       |
| رمز المكالمات الدولي                                      | +61                                        | +234                        |
| رمز الإنترنت                                              | .au                                        | .ng                         |
| المنطقة الزمنية                                           |                                            | ت ع م+01:00                 |

## منظمات دولية مشتركة
يشترك البلدان في عضوية مجموعة من المنظمات الدولية، منها:
| علم المنظمة | اسم المنظمة                               | تاريخ انضمام أستراليا | تاريخ انضمام نيجيريا |
| ----------- | ----------------------------------------- | --------------------- | -------------------- |
|             | مؤسسة التنمية الدولية                     | 24 سبتمبر 1960        | 14 نوفمبر 1961       |
|             | الأمم المتحدة                             | 1 نوفمبر 1945         | 7 أكتوبر 1960        |
|             | منظمة التجارة العالمية                    | ?                     | ?                    |
|             | منظمة الشرطة الجنائية الدولية             | ?                     | ?                    |
|             | دول الكومنولث                             | ?                     | ?                    |
|             | المركز الدولي لتسوية المنازعات الاستشارية | 1 يونيو 1991          | 14 أكتوبر 1966       |
|             | الاتحاد الدولي للاتصالات                  | 27 مايو 1878          | 11 أبريل 1961        |
|             | الفريق المعني برصد الأرض                  | ?                     | ?                    |
|             | البنك الدولي للإنشاء والتعمير             | 5 أغسطس 1947          | 30 مارس 1961         |
|             | المنظمة الهيدروغرافية الدولية             | ?                     | ?                    |
|             | الاتحاد البريدي العالمي                   | ?                     | ?                    |
|             | منظمة حظر الأسلحة الكيميائية              | ?                     | ?                    |
|             | مؤسسة التمويل الدولية                     | 20 يوليو 1956         | 30 مارس 1961         |
|             | وكالة ضمان الاستثمار متعدد الأطراف        | 10 فبراير 1999        | 12 أبريل 1988        |
|             | يونسكو                                    | 4 نوفمبر 1946         | 14 نوفمبر 1960       |

## أعلام
هذه قائمة لبعض الشخصيات التي تربطها علاقات بالبلدين:
- بيرني إبيني إساي (12 أكتوبر 1992[28] – )
- جمال إدريس (لاعب دوري رغبي أسترالي، 6 يوليو 1990 – )
- جويل ويلكينسون (لاعب كرة قدم أسترالي، 29 نوفمبر 1991 – )
- ليز كامباجي (لاعبة كرة سلة أسترالية، 18 أغسطس 1991 – )

## وصلات خارجية
- موقع وزارة الخارجية الأسترالية
- موقع وزارة الخارجية النيجيرية